# Bezirk Rzeszów
Bezirk Rzeszów – dawny powiat (Bezirk) kraju koronnego Królestwo Galicji i Lodomerii, funkcjonujący w latach 1854–1867. Siedzibą starostwa było miasto Rzeszów.

## Historia
Bezirk Rzeszów utworzono w ramach reformy uwłaszczeniowej z okresu Wiosny Ludów (1848–1849), która likwidowała jurysdykcję właściciela ziemskiego nad poddanymi. W Galicji, dominium – jako podstawowa jednostka administracyjna i filar systemu feudalnego straciło rację bytu. Konieczne stało się zatem wprowadzenie nowego systemu administracyjnego, którego zręby powstały w latach 1851–1855. Nowy trójstopniowy podział administracyjny objął 21 cyrkułów (niem. Kreise), 179 małych powiatów (niem. Bezirke) i ponad 6000 gmin (niem. Gemeinde). 
Bezirk Rzeszów objął obszar o wielkości 6,0 mil², zamieszkany przez 31.988 ludzi i podzielony na 39 gmin katastralnych, w tym jedno miasto (Rzeszów) i jedno miasteczko (Sędziszów). Wszedł w skład cyrkułu rzeszowskiego, jako jeden z jego jedenastu powiatów. Powiat miał specyficznie rozczłonkowaną wschodnią granicę, szczegółnie w rejonie Pogwizdowa.
Po nadaniu Galicji autonomii oraz powołaniu samorządu gminnego i powiatowego w 1865 zlikwidowano cyrkuły (Kreise). Dotychczasowe małe powiaty (Bezirke) w liczbie 179, utrzymały się do 1867 roku, kiedy to w następstwie kolejnej reformy administracyjnej (23 stycznia 1867) zostały zastąpione przez 74 większych powiatów. Obszar zniesionego Bezirk Rzeszów wszedł wtedy w skład nowych powiatów: rzeszowskiego, ropczyckiego i łańcuckiego (vide podział w tabeli poniżej). 19 czerwca 1867 i 1 sierpnia 1878 częściowo zmieniono granice powiatów ropczyckiego i rzeszowskiego. 9 lutego 1902 gminę Ruska Wieś oraz części gmin Staroniwa (przysiółki Podzamcze, Psiarnisko i Wygnaniec) i Drabinianka (przysiółek Maćkówka) włączono do miasta Rzeszowa.

## Podział administracyjny (1854)
| Lp. | Gmina jednostkowa                              | Powierzchnia | Ludność | Powiat w 1867 po zniesieniu |
| --- | ---------------------------------------------- | ------------ | ------- | --------------------------- |
| 1   | Rzeszów (M)                                    | 342          | 6441    | rzeszowski                  |
| 2   | Ruska Wieś z Rudkami                           | 348          | 674     | rzeszowski                  |
| 3   | Staromieście Górne i Dolne oraz Miłocin        | 2281         | 1007    | rzeszowski                  |
| 4   | Drabinianka                                    | 720          | 566     | rzeszowski                  |
| 5   | Staroniwa, Wygnaniec i Psiarnisko z Podzamczem | 1473         | 473     | rzeszowski                  |
| 6   | Załęże i Pobitno                               | 1670         | 635     | rzeszowski                  |
| 7   | Zwięczyca                                      | 1870         | 580     | rzeszowski                  |
| 8   | Przybyszówka                                   | 3285         | 896     | rzeszowski                  |
| 9   | Boguchwała (vel Pietraszówka)                  | 1650         | 714     | rzeszowski                  |
| 10  | Lutoryż                                        | 1910         | 579     | rzeszowski                  |
| 11  | Niechobrz                                      | 3769         | 1114    | rzeszowski                  |
| 12  | Racławówka z Zabierzowem i Kielanówka          | 1763         | 385     | rzeszowski                  |
| 13  | Zgłobień                                       | 2445         | 670     | rzeszowski                  |
| 14  | Wola Zgłobieńska                               | 2573         | 611     | rzeszowski                  |
| 15  | Błędowa                                        | 757          | 263     | rzeszowski                  |
| 16  | Nosówka                                        | 1040         | 357     | rzeszowski                  |
| 17  | Bzianka                                        | 702          | 199     | rzeszowski                  |
| 18  | Świlcza                                        | 3252         | 1963    | rzeszowski                  |
| 19  | Woliczka                                       | 680          | 303     | rzeszowski                  |
| 20  | Trzciana                                       | 2046         | 1045    | ropczycki                   |
| 21  | Dąbrowa                                        | 1367         | 540     | ropczycki                   |
| 22  | Będziemyśl                                     | 1024         | 478     | ropczycki                   |
| 23  | Klęczany                                       | 1400         | 506     | ropczycki                   |
| 24  | Olchowa z Lipiem                               | 1335         | 557     | ropczycki                   |
| 25  | Sielec                                         | 763          | 198     | ropczycki                   |
| 26  | Sędziszów (m)                                  | 678          | 1986    | ropczycki                   |
| 27  | Przedmieście z Podlesiem                       | 700          | 1986    | ropczycki                   |
| 28  | Kawęczyn z Księżomostem                        | 817          | 445     | ropczycki                   |
| 29  | Krzywa i Poręby                                | 1936         | 749     | ropczycki                   |
| 30  | Wolica Ługowa                                  | 724          | 320     | ropczycki                   |
| 31  | Wolica Piaskowa z Potokiem                     | 1300         | 396     | ropczycki                   |
| 32  | Malawa z Boreczkiem                            | 2204         | 1007    | rzeszowski                  |
| 33  | Wilkowyja                                      | 568          | 1007    | rzeszowski                  |
| 34  | Łąka                                           | 2440         | 1131    | rzeszowski                  |
| 35  | Łukawiec                                       | 2270         | 1639    | rzeszowski                  |
| 36  | Palikówka                                      | 1200         | 667     | rzeszowski                  |
| 37  | Pogwizdów                                      | 2360         | 577     | łańcucki                    |
| 38  | Terliczka                                      | 344          | 385     | rzeszowski                  |
| 39  | Krasne z Wólką                                 | 2420         | 932     | rzeszowski                  |

Objaśnienie:
(M) = miasto; (m) = miasteczko